# Брив-ла-Гаярд (округ)
Округ Брив-ла-Гаярд (фр. Arrondissement de Brive-la-Gaillarde) — округ у Франції, в департаменті Коррез. 2023 року округ об'єднував 96 муніципалітетів, населення становило 127 976 осіб.
Адміністративний центр (супрефектура) — Брив-ла-Гаярд.

## Муніципалітети
Список муніципалітетів округу та їхні коди INSEE:
1. Аллассак (19005)
2. Альбіньяк (19003)
3. Альтіяк (19007)
4. Арнак-Помпадур (19011)
5. Астаяк (19012)
6. Бейна (19023)
7. Бейссак (19024)
8. Бейссенак (19025)
9. Бене (19022)
10. Біяк (19026)
11. Больє-сюр-Дордонь (19019)
12. Брансей (19029)
13. Брив-ла-Гаярд (19031)
14. Бриньяк-ла-Плен (19030)
15. Вар-сюр-Розе (19279)
16. Варец (19278)
17. Веженн (19280)
18. Віньоль (19286)
19. Вутзак (19288)
20. Дамнья (19068)
21. Донзнак (19072)
22. Естіваль (19077)
23. Естіво (19078)
24. Еян (19015)
25. Жужаль-Назарет (19093)
26. Жуіяк (19094)
27. Іссандон (19289)
28. Кейссак-ле-Вінь (19170)
29. Коллонж-ла-Руж (19057)
30. Конак (19063)
31. Консез (19059)
32. Кюблак (19066)
33. Кюрмонт (19067)
34. Ла-Шапель-о-Брок (19043)
35. Ла-Шапель-о-Сен (19044)
36. Лаглейжоль (19099)
37. Лантей (19105)
38. Ларш (19107)
39. Ласко (19109)
40. Ле-Пеше (19163)
41. Ліньєйрак (19115)
42. Ліссак-сюр-Куз (19117)
43. Ліурдр (19116)
44. Лостанж (19119)
45. Луїньяк (19120)
46. Люберсак (19121)
47. Мальмор (19123)
48. Мансак (19124)
49. Марсіяк-ла-Кроз (19126)
50. Мейссак (19138)
51. Менуар (19132)
52. Монжибо (19144)
53. Непуль (19147)
54. Ноай (19151)
55. Ноаяк (19150)
56. Нонар (19152)
57. Обазін (19013)
58. Обжа (19153)
59. Палазенж (19156)
60. Перпезак-ле-Блан (19161)
61. Пюї-д'Арнак (19169)
62. Розьє-де-Жуіяк (19177)
63. Садрок (19178)
64. Саяк (19179)
65. Сегонзак (19253)
66. Сегюр-ле-Шато (19254)
67. Сен-Базіль-де-Мейссак (19184)
68. Сен-Бонне-ла-Рив'єр (19187)
69. Сен-Бонне-л'Анфантьє (19188)
70. Сен-В'янс (19246)
71. Сен-Жульєн-ле-Вандомуа (19216)
72. Сен-Жульєн-Момон (19217)
73. Сен-Мартен-Сепер (19223)
74. Сен-Панталеон-де-Ларш (19229)
75. Сен-Парду-Корб'є (19230)
76. Сен-Парду-л'Ортіж'є (19234)
77. Сен-Робер (19239)
78. Сен-Сернен-де-Ларш (19191)
79. Сен-Сіпріян (19195)
80. Сен-Сір-ла-Рош (19196)
81. Сен-Сольв (19242)
82. Сен-Сорнен-Лаволь (19243)
83. Сент-Елуа-ле-Тюїльрі (19198)
84. Сент-Олер (19182)
85. Сент-Фереоль (19202)
86. Серіак (19257)
87. Сьйоньяк (19260)
88. Трош (19270)
89. Тюдель (19271)
90. Тюренн (19273)
91. Шабриньяк (19035)
92. Шартріє-Ферр'єр (19047)
93. Шасто (19049)
94. Шенає-Маше (19054)
95. Шоффур-сюр-Вель (19050)
96. Юссак (19274)